# Дворец бракосочетания (Воронеж)
Дворец бракосочетания — административное здание в Воронеже, расположенное по адресу: площадь Ленина, 11.
Одноэтажное здание Коммерческого банка было построено по проекту С. Л. Мысловского в 1880 году. В 1930-х годах здание было решено надстроить несколькими этажами для размещения жилых квартир. Проект был разработан Н. В. Троицким в 1934 году в стиле классицизма и стал поворотом в стилистической направленности воронежской архитектуры 1930-х годов. Троицкий первым из воронежских архитектором отказался от конструктивизма и создал проект в псевдоклассических формах.
Трёхэтажная жилая надстройка была осуществлена в 1935 году. В ней хорошо проработана тема ордера и прорисовка деталей, благодаря чему здание стало одним из самых красивых в городе. Однако для жилого дома эта надстройка подходила мало ввиду того, что не была отражена ячейковая структура многоквартирного жилого дома. Балконы имеются только на третьем этаже и имеют скорее декоративную функцию. Очевидно, из-за этого и было решено провести внутреннюю перепланировку для размещения в здании Дворца бракосочетаний (консультантом при этом выступал и Н. В. Троицкий).